# Pool-in-Wharfedale
Pool-in-Wharfedale est un village et une paroisse civile du Yorkshire de l'Ouest, en Angleterre.